# Xavier Espot Miró

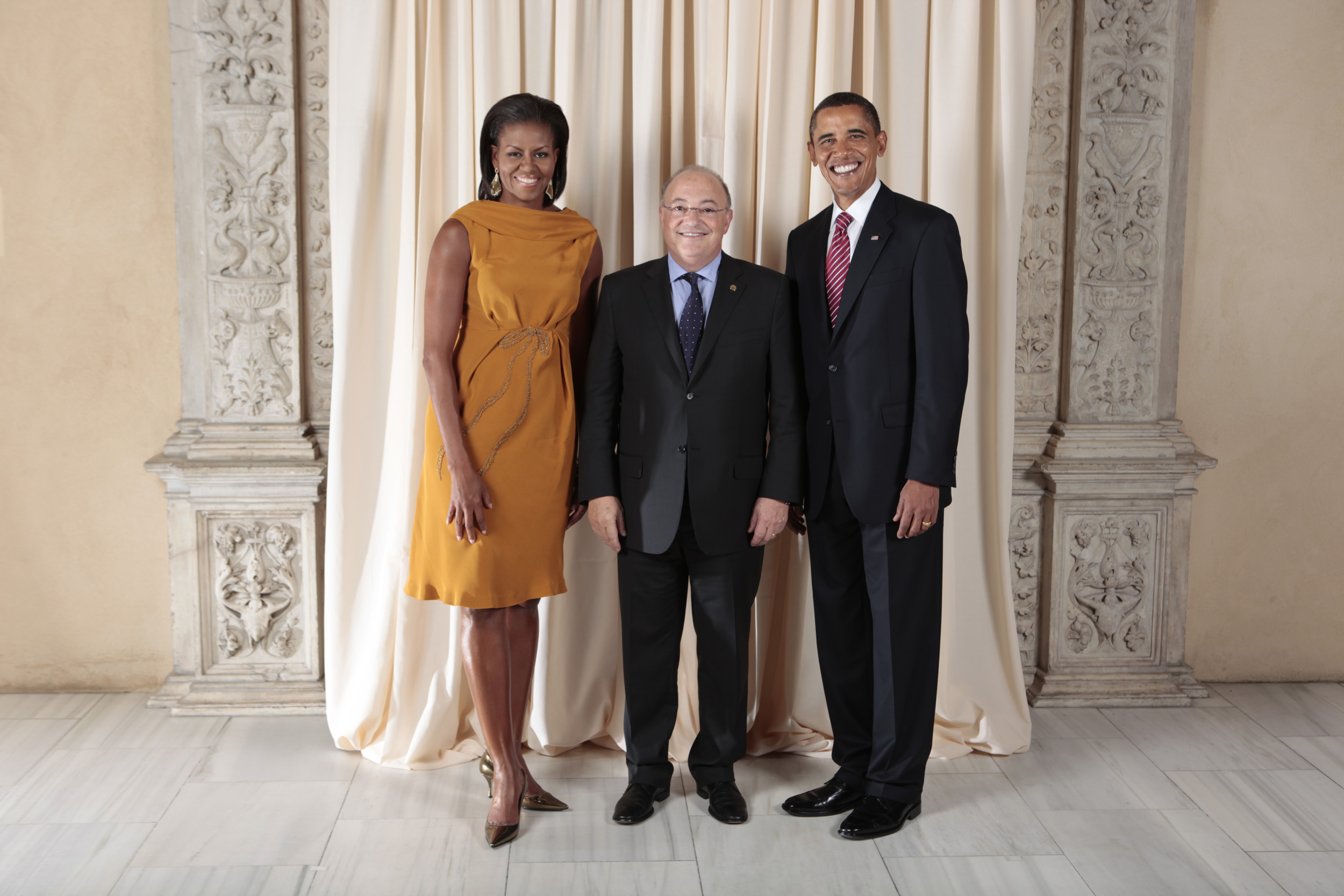
Espot Miró mit Michelle und Barack Obama (2009)

Xavier Espot Miró (* 14. Februar 1953 in Escaldes-Engordany, Andorra) ist ein andorranischer Politiker und Diplomat.

## Leben
Nach dem Schulbesuch an der Französischen Grundschule in seiner Geburtsstadt Escaldes-Engordany sowie der Sekundarschule Saint-Joseph in Toulouse absolvierte Espot Miró ein Studium der Rechtswissenschaften an der Universität Toulouse sowie an der Universität Barcelona. Nach dem Abschluss des Studiums wurde er als Rechtsanwalt zugelassen. 1979 begann er eine berufliche Tätigkeit als Prokurist in der Auslandsabteilung der Internacional – Banca Mora, ehe er 1984 die Verantwortung für die Verwaltung und das Management des Familienunternehmens übernahm.
Seine politische Laufbahn begann er 1989 mit der Wahl zum Mitglied des Generalrates (Consell General de les Valls), dem er bis 1992 angehörte. Espot Miró war zwischen 1992 und 1993 Minister für Tourismus und Sport im zweiten Kabinett von Òscar Ribas Reig. Später war er von 1994 bis 1995 zunächst Botschafter in Frankreich, dann von 2007 bis 2008 in Spanien sowie in Monaco.
Zuletzt war er von 2008 bis 2009 Ständiger Vertreter Andorras bei den Vereinten Nationen und der Internationalen Organisationen in Genf sowie zugleich Botschafter in der Schweiz sowie in Liechtenstein. Darüber hinaus war in dieser Zeit auch Beobachter im Range eines Botschafters bei der World Trade Organization sowie zeitweise Geschäftsträger (Chargé d’Affaires) in Frankreich.
Am 8. Juni 2009 wurde er vom neuen Regierungsoberhaupt (Cap de Govern), Jaume Bartumeu Cassany, zum neuen Minister für auswärtige Angelegenheiten und internationale Beziehungen ernannt. 2011 löste ihn Gilbert Saboya Sunyé ab.